# Zafra-Río Bodión
Zafra-Río Bodión es una comarca de la Provincia de Badajoz, España.

## Municipios
| Municipio                | Población (2022) | Superficie | Densidad |
| ------------------------ | ---------------- | ---------- | -------- |
| Alconera                 | 750              | 32,7       | 22,60    |
| Atalaya (Badajoz)        | 285              | 22,7       | 14,49    |
| Burguillos del Cerro     | 3.047            | 187,5      | 17,48    |
| Calzadilla de los Barros | 716              | 52,2       | 16,17    |
| Feria (Badajoz)          | 1.073            | 73,7       | 18,47    |
| Fuente del Maestre       | 6.659            | 179,7      | 38,61    |
| La Lapa                  | 288              | 8,1        | 36,55    |
| La Morera                | 700              | 43,4       | 16,12    |
| La Parra                 | 1.302            | 78,2       | 16,64    |
| Los Santos de Maimona    | 8.072            | 108        | 74,74    |
| Medina de las Torres     | 1.116            | 87,4       | 12,76    |
| Puebla de Sancho Pérez   | 2.642            | 56,7       | 46,59    |
| Valencia del Ventoso     | 1.921            | 99,2       | 19,36    |
| Valverde de Burguillos   | 273              | 19,5       | 14,00    |
| Zafra                    | 16.702           | 62,6       | 266,80   |
| Total                    | 45.546           | 1.111,6    |          |

## Poblaciones
Con una extensión de más de 1.100 km², la población de esta comarca supera los 46.923 habitantes - ine 2016. La conforman 15 poblaciones:
- Alconera
- Atalaya
- Burguillos del Cerro
- Calzadilla de los Barros
- Feria
- Fuente del Maestre
- La Lapa
- La Morera
- La Parra
- Los Santos de Maimona
- Medina de las Torres
- Puebla de Sancho Pérez
- Valencia del Ventoso
- Valverde de Burguillos
- Zafra